# Ахмад ібн Ібрагім аль-Ґазі
Ахмед ібн Ібрагім аль-Газі , також Завойовникта Ахмад Ґран (Ахмад Шульга) (сом. Axmad Ibraahim al-Gaasi, гарагі: አሕመድ ኢቢን ኢብራሂም አል ጋዚ, афар Acmad Ibni Ibrahim Al-Gaazi, араб. أحمد بن إبراهيم الغازي; нар. 1506, Сайла, Адал — пом. 21 лютого 1543) — імам та відомий воєначальник, султан Адаля (1527 — 21 лютого 1543), один з головних учасників Адало-ефіопської війни.

## Життєпис
Ахмад ібн Ібрагім аль-Ґазі народився у 1506 в місті Сайла, тодішній столиці султанату Адал. Він був сином воєначальника Ібрагіма, який служив при дворі султана Адал. Більшу частину свого дитинства Ахмад ібн Ібрагім аль-Ґазі провів у місті Харар. 
Після поразки, яке Адал поніс у 1516 році у війні з Ефіопією, султан був змушений погодитися на сплату данини. За цим настала запекла боротьба при дворі — Ібрагім, батько Ахмада, був убитий султаном. Владу ж в державі захопив емір Магфуз, що посадив на престол Адала султана-маріонетку. У 1518 році Магфуз загинув у новій війні з Ефіопією.
У 1520 році Ахмад ібн Ібрагім аль-Ґазі, незважаючи на невдоволення воїнів, одружується з дочкою Магфуза Баті дел Вамбара. Після цього він вбиває султана Абу Бакр ібн Мугаммада, який збирався капітулювати перед Ефіопією, і зводить на султанський престол свого брата Умар Діна. У 1527 році він скидає свого брата з трону та сам приймає титул султана Адалу. У 1531 та 1533 роках у Ахмад ібн Ібрагім аль-Ґазі народились сини.
У 1527 році Ахмад ібн Ібрагім аль-Ґазі об'єднав під своєю владою мусульман-кочівників племен оромо, сомалі й афарів та проголошує джихад, «священну війну» проти Ефіопії. До його війська також приєднались юдеї-фалаші. У битві при Шимба-Каре, в березні 1529 року, мусульманське військо чисельністю 12 000 чоловік піхоти й 600 вершників, зазнавши втрат 5 000 убитими, розгромило ефіопське військо. Отримавши допомогу турецьких військ, Ахмад ібн Ібрагім аль-Ґазі, здійснив ще кілька походів. 
До 1533 року він захопив майже всю Ефіопію. Не зайнятими ворогом виявились тільки землі Ефіопського високогір'я. Країна була спустошена кочівниками, християнські святині були зруйновані. Негус Девіт II утік та помер 1540 року, спадкоємець престолу потрапив у полон, а вдова імператора була в облозі у столиці.
1538 року турки взяли Аден, однак португальська ескадра під командуванням Кріштована да Ґами, що прибула 1541 року до берегів східної Африки, блокувала турків, бомбардувала Сайлу та Могадишо, а потім висадила на допомогу ефіопським військам загін озброєних вогнепальною зброєю солдатів чисельністю 400 вояків. 
Отримав військову допомогу від турків, 900 вояків озброєних вогнепальною зброєю, 29 серпня 1542 року Ахмад ібн Ібрагім аль-Ґазі розгромив португальців у битві під Вофлою.
Об'єднана армія ефіопів та португальців на чолі з молодим негусом Ефіопії Ґелавдевос 21 лютого 1543 року розбила військо Ахмада ібн Ібрагім аль-Ґазі у битві при Вайна-Даґа поблизу озера Тана. Ахмада ібн Ібрагім аль-Ґазі був убитий під час бою португальським стрільцем.
Вдова Ахмада ібн Ібрагім аль-Ґазі потрапила у полон, однак пізніше була обміняна на одного з ефіопських принців, що знаходився в ув'язненні у мусульман. Згодом Баті дел Вамбара стала регентшею султанату і вийшла заміж за племінника Ахмада ібн Ібрагім аль-Ґазі, еміра Нур ібн Муджагіда. Після смерті маріонеткового султана Бакарата вона відновила війну з Ефіопією, проте зазнала в ній кілька поразок. Баті дел Вамбара померла 1552 році, у 1567 році помер Нур аль-Муджагід. Загинули також під час воєн з Ефіопією і обидва сини Ахмада ібн Ібрагім аль-Ґазі.